# Виконт Блэкенхем
Виконт Блэкенхем (англ. Viscount Blakenham) из Литл Блэкенхема в графстве Суффолк — наследственный титул в системе Пэрства Соединённого королевства. Он был создан 8 ноября 1963 года для консервативного политика и бывшего военного министра, достопочтенного Джона Хара (1911—1982). Он был третьим сыном Ричарда Хара, 4-го графа Листоуэла (1866—1931).
По состоянию на 2025 год, обладателем титула являлся его внук, Каспар Джон Хар, 3-й виконт Блэкенхем (род. 1972), который сменил своего отца в 2018 году.

## Виконты Блэкенхем (1963)
- 1963—1982: Джон Хью Хар, 1-й виконт Блэкенхем (1911—1982), третий сын Ричарда Гренвиля Хара, 4-го графа Листоуэла (1866—1931);
- 1982—2018: Майкл Джон Хар, 2-й виконт Блэкенхем (1938—2018), единственный сын предыдущего;
- 2018 — настоящее время: Каспар Джон Хар (род. 8 апреля 1972), единственный сын предыдущего.